# 다나카 지가쿠

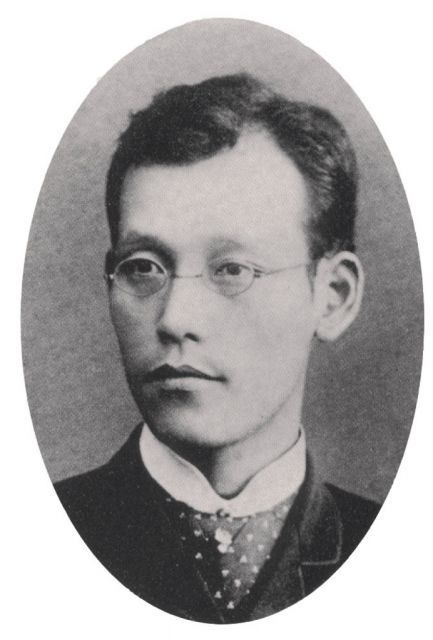
다나카 지가쿠

다나카 지가쿠(일본어: 田中 智學, 1861년 12월 14일(분큐 원년 음력 11월 13일)~1939년 11월 17일)는 일본 제국의 불교 종교가다. 1880년 "연화회"를 세우고 1914년 국주회로 개칭했다. 그는 일련종과 국수주의를 혼합한 일련주의 사상의 창시자로 여겨지며, 이노우에 닛쇼, 이시와라 간지, 기타 잇키, 미야자와 켄지 등에게 사상적 영향을 미쳤다.

## 같이 보기
- 국수주의 (일본)
- 일본의 종교